# Provinz Mila
Mila (arabisch ولاية ميلة, DMG Wilāyat Mīla, tamazight ⴰⴳⴻⵣⴷⵓ ⵏ ⵎⵉⵍⴰ Agezdu n Mila) ist eine Provinz (wilaya) im nordöstlichen Algerien.
Die Provinz liegt westlich der Stadt Constantine und umfasst eine Fläche von 3436 km².
Rund 784.000 Menschen (Schätzung 2006) bewohnen die Provinz, die Bevölkerungsdichte beträgt somit 228 Einwohner pro Quadratkilometer.
Hauptstadt der Provinz ist Mila.